# Podoctomma javanum
Podoctomma javanum is een hooiwagen uit de familie Podoctidae.